# Mendilauta

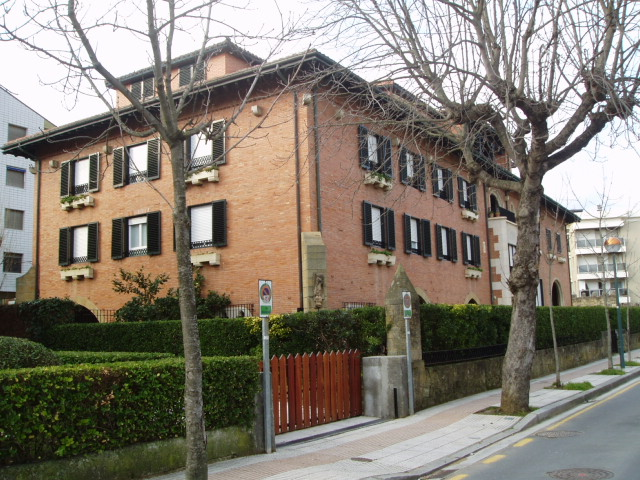
Zuazo Enea, en Zarautz (Gipuzkoa).

Mendilauta. Barrio de Zarautz ubicado junto al paseo marítimo. La mayoría de sus casas son residencia de verano. Entre otros tienen su vivienda en él John Toshack, Javier Clemente, Mikel Arteta y Lorena Bernal. Karlos Argiñano también tiene su hotel-restaurante en esta zona, en concreto en el desierto pequeño.